# Jagdgeschwader 107
La Jagdgeschwader 107 (JG 107) (107e escadron de chasseurs) est une unité de chasseurs de la Luftwaffe pendant la Seconde Guerre mondiale.
Active de 1943 à 1945, l'unité était vouée à la formation des pilotes de chasse.

## Opérations
La JG 107 opère sur différents avions au cours de son activité : 
- Arado Ar 68 et Ar 96
- Avia FL.3
- Messerschmitt Bf 108, Bf 109, Bf 110 et Me 410
- Bücker Bü 131 et Bü 133
- Fiat CR.42  et G.50
- Focke-Wulf Fw 44, Fw 56 et Fw 190
- Gotha Go 145
- Dewoitine D.520
- North American NA-57
- Reggiane Re.2001
- Potez 63

## Organisation

### Stab. Gruppe
Formé le 21 janvier 1943 à Nancy-Essey à partir du Stab/Jagdfliegerschule 7 (JFS7). 

Il est dissous le 31 mai 1944.

Reformé le 15 septembre 1944 à Hagenow-Land à partir du I./JG 115.

Le Stab./JG 107 est définitivement dissous en avril 1945.

Geschwaderkommodore (Commandant de l'escadron) :
| Début           | Fin         | Grade | Nom               |
| --------------- | ----------- | ----- | ----------------- |
| 26 janvier 1943 | 31 mai 1944 | Major | Georg Meyer       |
| 15 octobre 1944 | Avril 1945  | Major | Henning Strümpell |

### I. Gruppe
Formé le 26 janvier 1943 à Nancy-Essey à partir du I./JFS 7.
Le 31 mai 1944, le I./JG 107 devient II./JG 108 avec :
- Stab I./JG 107 devient Stab II./JG 108
- 1./JG 107 devient 5./JG 108
- 2./JG 107 devient 6./JG 108
- 3./JG 107 devient 7./JG 108

Reformé le 15 octobre 1944 à partir du I./JG 115 avec :
- Stab I./JG 107 nouvellement créé
- 1./JG 107 à partir du 1./JG 115
- 2./JG 107 à partir du 2./JG 115
- 3./JG 107 à partir du 3./JG 115
- 4./JG 107 à partir du 4./JG 115

Le I./JG 107 est dissous en avril 1945.

Gruppenkommandeure (Commandant de groupe) :
| Début           | Fin             | Grade     | Nom                            |
| --------------- | --------------- | --------- | ------------------------------ |
| 26 janvier 1943 | Janvier 1944    | Hauptmann | Franz Hörnig                   |
| Janvier 1944    | 31 mai 1944     | Hauptmann | Franz Jänisch                  |
| 15 avril 1944   | 31 mai 1944     | Major     | Karl-Heinz Meyer (par intérim) |
| 16 octobre 1944 | 15 janvier 1945 | Hauptmann | Ferdinand Vögl                 |
| Janvier 1945    | Avril 1945      | Hauptmann | Ernst Reiners                  |

### II. Gruppe
Formé le 15 octobre 1943 à Hildesheim à partir du I./JG 116 avec :
- Stab/JG 107 à partir du Stab I./JG 116
- 5./JG 107 à partir du 1./JG 116
- 6./JG 107 à partir du 2./JG 116
- 7./JG 107 à partir du 3./JG 116
- 8./JG 107 à partir du 4./JG 116

En janvier 1945, le 6./JG 107 et le 8./JG 107 s'échangent leurs désignations.

Gruppenkommandeure :
| Début        | Fin      | Grade | Nom            |
| ------------ | -------- | ----- | -------------- |
| Octobre 1944 | Mai 1945 | Major | Walter Jänisch |